# Фредериксбург (Ајова)
Фредериксбург (енгл. Fredericksburg) град је у америчкој савезној држави Ајова. По попису становништва из 2010. у њему је живело 931 становника.

## Демографија
Према попису становништва из 2010. у граду је живело 931 становника, што је -53 (-5.4%) становника више него 2000. године.
| Група             | 2000.       | 2010.       |
| Белци             | 974 (99,0%) | 886 (95,2%) |
| Афроамериканци    | 3 (0,3%)    | 2 (0,2%)    |
| Азијати           | 2 (0,2%)    | 1 (0,1%)    |
| Хиспаноамериканци | 2 (0,2%)    | 32 (3,4%)   |
| Укупно            | 984         | 931         |